# Dromaeosaurus
Dromaeosaurus is een geslacht van uitgestorven vleesetende theropode dinosauriërs, behorend tot de Eumaniraptora, dat in het Laat-Krijt leefde in het gebied van het huidige Noord-Amerika. 
Het fossiel van Dromaeosaurus werd in 1914 gevonden in Canada. In 1922 werd de typesoort benoemd met de naam Dromaeosaurus albertensis, wat zoiets betekent als 'rennende sauriër uit Alberta'. Daarna zouden nog eens zeven soorten van Dromaeosaurus benoemd worden maar daarvan werd later begrepen dat het om heel andere dinosauriërs gaat. Alleen D. albertenis wordt tegenwoordig nog als een echte soort gezien. Dromaeosaurus gaf zijn naam aan de bekende groep van de Dromaeosauridae en wordt daarom vaak in boeken vermeld. Over het dier zelf heeft het wetenschappelijk onderzoek echter maar weinig harde gegevens aan het licht gebracht. Behalve losse tanden zijn er van Dromaeosaurus tot nu toe alleen een kop en een voet gevonden. Daarom is niet precies bekend hoe het dier eruitzag.
Dromaeosaurus was ongeveer twee meter lang. Hij liep op zijn achterpoten, had veren en was warmbloedig. Zijn schedel was heel stevig gebouwd om met zijn lange tanden krachtig te bijten. Zo joeg hij op vrij grote prooidieren. Die kon hij vermoedelijk ook doden met een sikkelklauw die hij opgetrokken aan zijn voet droeg.

## Vondst en naamgeving
In 1914 vonden de fossielenjagers Barnum Brown en Peter Kaisen, werkend voor het American Museum of Natural History, in Canada bij Little Sandhill Creek aan de zuidoever van de Red Deer River bij Steveville in Alberta, het skelet van een kleine theropode. De exacte vindplaats is tegenwoordig onbekend. In 1922 werd het door Brown en William Diller Matthew benoemd en beschreven als de typesoort Dromaeosaurus albertensis. De geslachtsnaam is afgeleid van het Klassiek Griekse δρομεύς, dromeus, 'hardloper', een verwijzing naar de aanpassingen in de voet aan het rennen. De soortaanduiding verwijst naar Alberta.
Het holotype AMNH 5356 is gevonden in lagen van de Dinosaur Park Formatie (vroeger Oldmanformatie genoemd) die dateren uit het late Campanien, ongeveer vijfenzeventig miljoen jaar oud. Het bestaat uit een gedeeltelijke schedel met onderkaken, twee tongbeenderen, het eerste linkermiddenhandsbeen en de onderkant van een linkervoet waaronder de uiteinden van de middenvoetsbeenderen en zeven teenkootjes, waaronder het eerste van de eerste teen, het tweede van de tweede teen, het eerste, tweede en derde van de derde teen en het tweede en derde van de vierde teen. De schedel is bovenop zwaar beschadigd. Het fossiel is van een volwassen individu.
In de loop der jaren zouden tientallen specimina uit het Krijt van Canada en de Verenigde Staten aan Dromaeosaurus albertenis toegewezen worden. Het gaat daarbij zeer overwegend om losse tanden. Of de toewijzing terecht was, is daarbij onzeker want de tanden verschillen vaak licht in vorm en lijken in te onderscheiden subtypen onderverdeeld te kunnen worden. Zulke typen werden daarom ook wel toegewezen aan een onbepaalde Dromaeosaurus sp.
Een enkele keer werd naast tanden ook een skeletelement toegewezen. Meestal moest daarna worden vastgesteld dat het om andere soorten ging, zoals Saurornitholestes, maar bij bepaalde botten is nooit een concreet alternatief geopperd. In 1978 betrof dat specimen CMN 12349, een voorhoofdsbeen. Dit wijkt echter af van het holotype en het is maar de vraag of de determinering correct is. Een andere onzekere toewijzing is UCMP 154575, een derde handklauw. In 2005 werd door Philip John Currie een dozijn skeletelementen gemeld; die zijn echter onbeschreven. In 2001 werd een kootje, specimen RTMP 97.99.4, toegewezen aan een Dromaeosaurus sp. Het is daarbij dubieus of zulke losse elementen überhaupt betrouwbaar toegewezen kunnen worden als er geen overeenkomende elementen in het holotype zijn. Dit probleem wordt nog verergerd doordat het niet zeker is of in het holotype de voet werkelijk bij de schedel hoort.
De eerste beschrijving door Matthew was zeer onvolledig; de schedel was ook maar ten dele geprepareerd. Het exemplaar werd met gips gecompleteerd en tentoongesteld. In 1969 publiceerden Edwin Colbert en Dale Russell een eerste serieuze beschrijving. Ook die bevatte echter veel foute interpretaties, vooral doordat vaak aanvullingen in gips voor bot waren aangezien; de eerste correcte reconstructietekening was van Gregory S. Paul uit 1988. Intussen was de schedel gevallen waardoor het gipsen schedeldak had losgelaten; bij die gelegenheid raakte een deel van de authentieke wandbeenderen kwijt. Na verdere preparatie van het fossiel volgde in 1995 een verbeterde beschrijving door Currie, waarin een aantal eerdere fouten kon worden rechtgezet.

### Andere soorten
Behalve D. albertensis is er nog een aantal soorten binnen het geslacht Dromaeosaurus benoemd. Het gaat in alle gevallen om hernoemingen van soorten die al bij andere geslachten waren ondergebracht maar daarna naar Dromaeosaurus werden overgeheveld. 
De hernoeming kwam eenmaal voort uit de foute veronderstelling door Matthew dat Dromaeosaurus tot de Deinodontidae zou behoren, de groep die wij tegenwoordig kennen onder de naam Tyrannosauridae. Zo verwees hij in 1922 het specimen van Laelaps falculus, vier tanden, naar een Dromaeosaurus sp.; in 1979 maakte George Olshevsky daar een Dromaeosaurus falculus van. In feite gaat het vermoedelijk om juveniel materiaal van Gorgosaurus of Daspletosaurus.
Meestal betreft het hernoemingen van fragmentarisch deinonychosaurisch materiaal. In 1922 hernoemde Matthew Laelaps leavifrons tot een Dromaeosaurus laevifrons. Vermoedelijk gaat het om een tand van Saurornitholestes. Ook maakte hij provisorisch Laelaps cristatus tot een Dromaeosaurus? cristatus; dit zijn vermoedelijk twee tanden van Troodon. Nog voorzichtiger verwees hij het materiaal van Laelaps explanatus, een tand, naar een Dromaeosaurus? sp.: Oskar Kuhn maakt daar in 1939 een Dromaeosaurus explanatus van. In feite is het een specimen van Saurornitholestes. Ook hernoemde hij Coelurus gracilis tot een Dromaeosaurus? gracilis; het gaat om een onbepaalde dromaeosauride handklauw. In 1972 hernoemde Russell een deel van het materiaal van Ornithomimus minutus Marsh 1892 tot een Dromaeosaurus minutus; tegenwoordig wordt het niet als dromaeosauride beschouwd. In 1988 hernoemde Gregory S. Paul Adasaurus tot een Dromaeosaurus mongoliensis maar is daarin door niemand gevolgd. Bij vergissing is door Tracy Ford aangenomen dat Zapsalis abradens Cope 1876 door Matthew hernoemd zou zijn tot een "Dromaeosaurus abradens"; in feite wees deze slechts op de gelijkenis in het materiaal.
Naast de typesoort D. albertensis wordt dus geen enkele soort van Dromaeosaurus nog als geldig beschouwd.

### Soortenlijst
Het verwarrende proces van naamgeving kan worden samengevat in de volgende soortenlijst:
- Dromaeosaurus albertensis Matthew & Brown 1922: valide typesoort van het geslacht Dromaeosaurus
- Dromaeosaurus laevifrons (Cope 1876) Matthew & Brown 1922: vermoedelijk identiek aan Saurornitholestes, = Laelaps leavifrons Cope 1876
- Dromaeosaurus? cristatus (Cope 1876) Matthew & Brown 1922: vermoedelijk identiek aan Troodon, = Laelaps cristatus Cope 1876
- Dromaeosaurus? gracilis (Marsh 1888) Matthew & Brown 1922: = Coelurus gracilis Marsh 1888
- Dromaeosaurus explanatus (Cope 1876) Kuhn 1939: vermoedelijk identiek aan Saurornitholestes, = Laelaps explanatus Cope 1876
- Dromaeosaurus minutus (Marsh 1892) Russell 1972: = Ornithomimus minutus Marsh 1892 partim
- Dromaeosaurus falculus (Cope 1876) Olshevsky 1979: = Laelaps falculus Cope 1876
- Dromaeosaurus mongoliensis (Barsbold 1983) Paul 1988: = Adasaurus mongoliensis Barsbold 1983

## Beschrijving

### Grootte en onderscheidende kenmerken

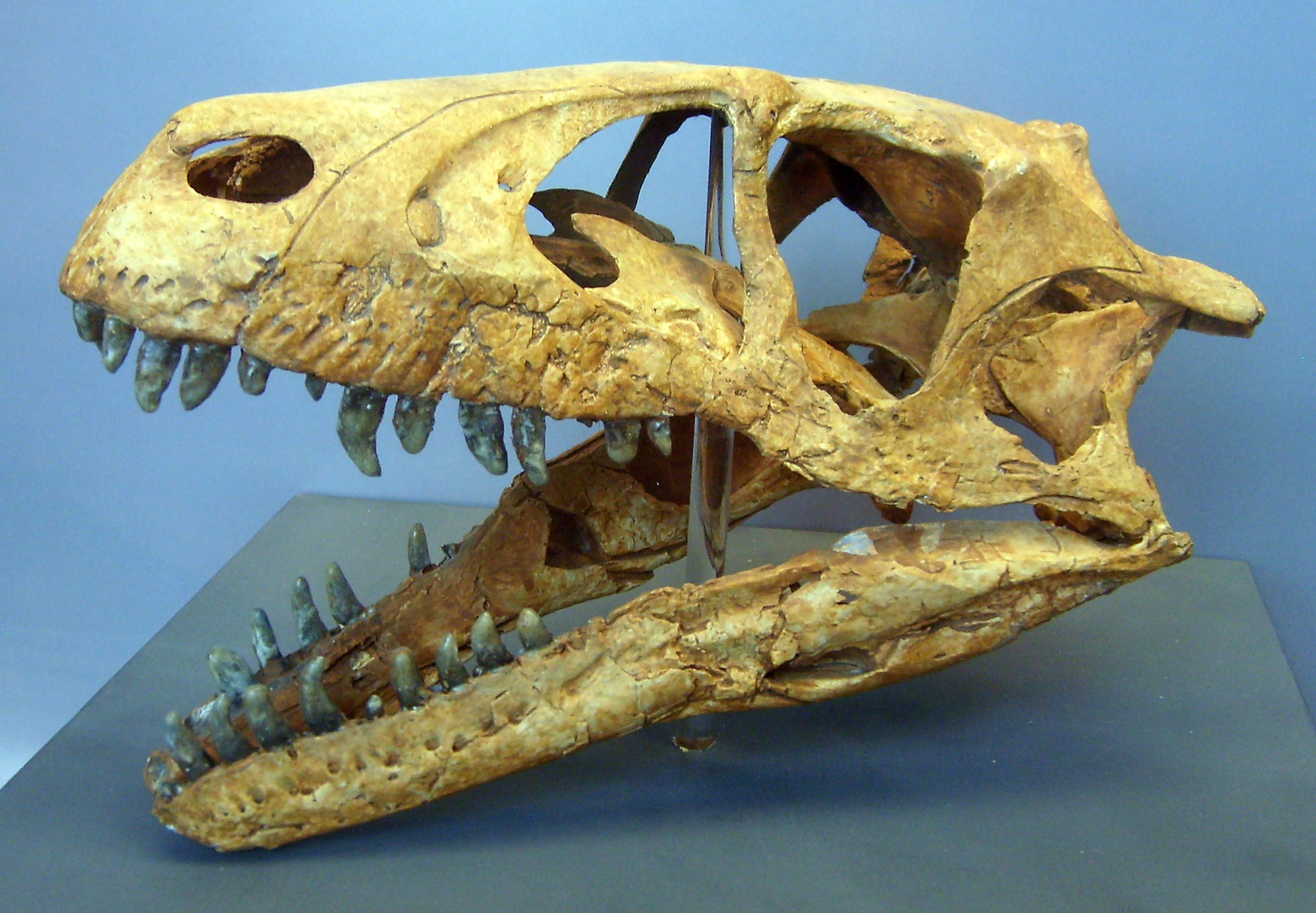
Een afgietsel van de gerestaureerde schedel van Dromaeosaurus

Dromaeosaurus is een middelgrote dromaeosauride. Gregory S. Paul schatte in 2010 de lengte op ruwweg twee meter, het gewicht op vijftien kilogram. Currie schatte de lengte op tweehonderdtien centimeter.
Doordat er zoveel onderdelen ontbreken, is het lastig een goed beeld te geven van de soort. Als dromaeosauride was het een tweevoetige, warmbloedige, bevederde jager met een horizontale stijve staart. Vaak wordt aangenomen dat het een in het algemeen zwaargebouwde vorm zou betreffen op grond van de schedel die tamelijk robuust is.

Een sterk vereenvoudigd schema van de verschillende schedelbeenderen

Currie wist in 1995 enkele onderscheidende eigenschappen vast te stellen. De praemaxilla in de snuit is hoog en relatief dik. Het quadratojugale is stevig gebouwd. Het voorhoofdsbeen (frontale) is relatief plat. De uitholling van het bovenste slaapvenster (fenestra temporalis superior) heeft een weinig uitstekende bovenrand. De tak van het voorhoofdsbeen die naar het postorbitale loopt, is duidelijk afgescheiden van de binnenste bovenrand van de oogkas. In het verhemelte heeft het middelste achterste uitsteeksel van het os palatinum er slank. Er staan negen tanden in de maxilla, minder dan bij enige andere bekende dromaeosauride. De tandvorm is uniek in die zin dat de gekartelde voorste snijrand bij de punt van de tandkroon op de middenlijn van de tand ligt maar richting tandbasis steeds verder naar de binnenkant van de tandkroon draait. Dit laatste kenmerk is van geen enkele andere theropode bekend.
De herbeschrijving van Currie uit 1995 toonde aan dat enkele eerder vermoede kenmerken in feite afwezig waren: de vermeende D-vormige tanden in de praemaxilla zouden niet zo mogen heten omdat hun bouw fundamenteel anders is dan ook 'D-vormige' genoemde tanden bij de tyrannosauriden, en pneumatisering van de schedel ontbreekt, ook in de hersenpan. Latere auteurs hebben dat echter ook weer bijgesteld: wat men 'D-vormig' wil noemen of niet, hangt van ieders persoonlijke keuze af en sommigen verkiezen toch die term te gebruiken. Bij de achterste recessus tympanicus, een uitholling bij het middenoor die via de voet van de stapes verbonden was met het trommelvlies, is de aanwezigheid van luchtholten vastgesteld. Currie wist ook een kenmerk te vinden waarvan Colbert en Russell gedacht hadden dat het ontbrak: de aanwezigheid van interdentaalplaten achter de tanden.
In 2012 voegde Alan Turner aan de tandvorm nog een autapomorfie, unieke afgeleide eigenschap, toe: de recessus tympanicus noch recessus basipterigoideus lopen door over de gepaarde aanhangsels van de hersenpan, de processus basisphenoidei en achterliggende processus basipterygoidei.

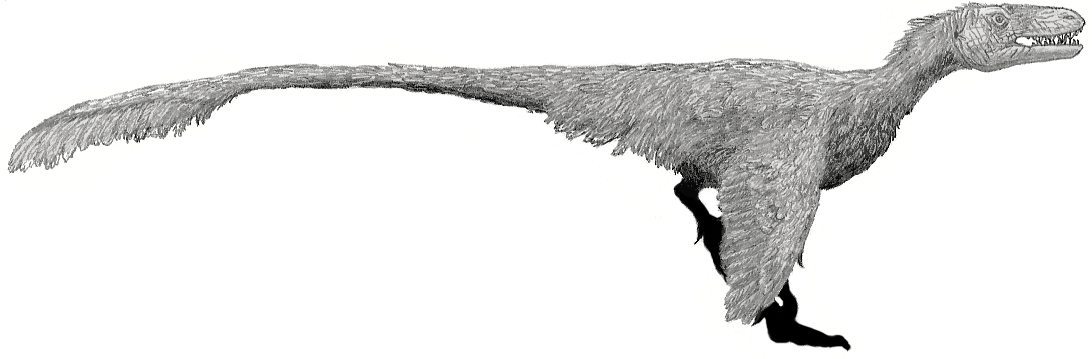
Dromaeosaurus had hoogstwaarschijnlijk een verenkleed

Verder vulde Turner de lijst aan van kenmerken die althans is combinatie uniek zijn. De kartelingen van de voorrand en de achterrand van de tanden zijn ongeveer even groot. De richel op het bovenkaaksbeen aan de voorzijde van de fenestra antorbitalis is smal. De neusbeenderen steken naar achteren V-vormig uit tussen de voorhoofdsbeenderen. Het raakvlak tussen voorhoofdsbeen en traanbeen heeft diepe inkepingen. Er bevindt zich een grote schedelopening aan de voorrand van de fossa antorbitalis, welke wellicht een vergrote fenestra promaxillaris vertegenwoordigt of mogelijkerwijs een uitzonderlijk voorwaarts geplaatste fenestra maxillaris, in welk geval een fenestra promaxillaris ontbreekt. De bovenste recessus tympanicus is zwak ontwikkeld. Het zwak ontwikkelde preoticum is afhangend.

### Skelet

#### Schedel
De schedel van Dromaeosaurus heeft een gerestaureerde lengte van 236 millimeter. De geschatte lengte wordt meestal wat minder nauwkeurig als vierentwintig centimeter gegeven; de punt van de snuit ontbreekt bij het fossiel en een exact getal is dus niet te geven. De schedel is langgerekt maar niet zo extreem als bij sommige andere dromaeosauriden. Achteraan is de kop bijzonder breed, 109 millimeter gemeten over de quadratojugalia, en in combinatie met de smallere snuit levert dat een omtrek op die inderdaad wel iets aan die van de tyrannosauriden doet denken, de verklaring voor de foute determinering door Matthew. Vaak wordt de kop als plat afgebeeld maat de bovenkant van de snuit ontbreekt volledig zodat het in beginsel mogelijk is dat het bovenprofiel op de neus dezelfde buiging omhoog toont als bij sommige van zijn verwanten. De bewaarde onderkant van de schedel is duidelijk krachtig gebouwd met een dikke voorste tak van het jukbeen (os jugale), een breed traanbeen (os lacrimale) en een hoge maxilla. Het quadratum helt sterk naar achteren. Opmerkelijk is dat in het fossiel beide stapes bewaard zijn gebleven, dunne staafvormige botjes die bij reptielen de trillingen van het trommelvlies naar het binnenoor overbrengen.
In de praemaxilla staan hoogstwaarschijnlijk vier tanden, hoewel dat niet helemaal zeker is omdat de snuitpunt ontbreekt; in het bovenkaaksbeen staan er negen. De maxillaire tanden zijn van achteren verstevigd door interdentaalplaten. Currie dacht dat de vorm van het traanbeen erop wees dat er een prefrontale aanwezig was maar dat element is verder bij de dromaeosauriden onbekend. Het voorhoofdsbeen is vooraan relatief breed en wordt over een grote diepte overlapt door de binnenste tak van het neusbeen. De voorste buitenwand heeft in het verticale raakvlak een diepe inkeping voor het contact met het traanbeen. De bijdrage van het voorhoofdsbeen aan de bovenrand van de oogkas is scherp met verticale groeven. Dit deed Currie vermoeden dat er zich nog een extra bot aan de buitenkant ervan bevond maar ook zo'n element is verder nooit gevonden. De tak naar het postorbitale staat duidelijk van de bovenrand af. De voorrand van het bovenste slaapvenster is niet sterk golvend en rond dit venster bevindt zich geen diepe putvormige uitholling. De voorhoofdsbeenderen worden van achteren diep ingekeept door de wandbeenderen. Het quadratum is hoog en helt vijfentwintig graden naar voren. Het is niet gepneumatiseerd en niet beweeglijk ten opzichte van het squamosum.
De hersenpan is groot maar niet speciaal gezwollen. De processus paroccipitalis van het achterhoofd, het zijuitsteeksel, heeft een uiteinde dat naar boven en achteren is gewrongen, een kenmerk waarvan het Colbert al opviel dat het ook bij Archaeopteryx voorkomt. De recessus tympanicus posterior ligt als een grote pneumatopoor op de voorste basis en kreeg volgens Currie lucht van het binnenoor uit. Aan de onderkant van de hersenpan heeft de processus basipterygoideus geen uitholling op het buitenste zijvlak en het uitsteeksel is massief, niet hol. In 1969 kon Colbert door een laag gips de opening voor de zesde hersenzenuw in de bodem van de hersenpan niet vinden en hij zag daarom de wel zichtbare uitgang voor die van een derde tak van de vijfde zenuw, de nervus trigeminus, aan; in feite gaan alle drie takken door één uitgang. In de zijkant van de hersenpan bevindt zich een grote fossa auriculae cerebelli, een mogelijk teken voor een relatief goed ontwikkeld evenwichtsorgaan, hoewel Currie erop wees dat de structuur bij kleinere dieren altijd relatief groter is. De stapes ligt in een groeve in de processus paroccipitalis en eindigt nabij en achter de kop van het quadratum. Beide uiteinden waren vermoedelijk bedekt met kraakbeen en het buitenste uiteinde lag tegen het trommelvlies. De gehoorgang is zo schuin naar voren en buiten gericht. Het binnenste uiteinde eindigde bij twee in dit geval in elkaar overvloeiende verdiepingen van de hersenpan, de fenestra ovalis en de fenestra pseudorotunda. De recessus cochlearis is hier opvallend ondiep. Door beschadigingen in het fossiel is het kanaal te zien van de ductus endolymphaticus.
Bij het verhemeltebeen is de tak richting pterygoïde en ectopterygoïde relatief dun. Het ectopterygoïde heeft een brede beenplaat aan de zijde van het pterygoïde. Deze plaat is van onderen uitgehold, vermoedelijk door een uitloper van de voorste luchtzak. De bovenkant heeft geen uithollingen, anders dan bij Deinonychus en Saurornitholestes.

#### Onderkaken
De onderkaken, 202,5 millimeter lang, zijn overeenkomstig de diepte van de schedel vrij hoog. Het onderste kaakgewricht is versterkt door een verticale beenkolom op het retroarticulair uitsteeksel en het buitenste kaakvenster is klein. Deze aanpassingen dienden vermoedelijk om de bijtkracht te verhogen die door François Therrien in 2005 op het drievoudige werd geschat van die van Velociraptor. De tanden zijn dan ook uitzonderlijk groot en lang. Er waren dertien tanden in de bovenkaak, elf in de onderkaak voor een totaal van achtenveertig. De tanden hebben op de achterrand ongeveer zestien kartelingen per vijf millimeter snijrand; op de voorrand vijftien. Dit is de tegengestelde situatie van die bij de Velociraptorinae waar de vertandingen op de voorste snijrand juist een stuk kleiner zijn. Van het dentarium of os dentale lopen de bovenrand en onderrand evenwijdig. Currie meende dat aan de achterste binnenkant van het dentarium over zes tandposities een smal supradentarium aanwezig was ofwel intercoronoïde. De achterkant van het spleniale is V-vormig ingekeept.

#### Postcrania
De voet wordt meestal afgebeeld met de beruchte sikkelklauw die de dromaeosauriden kenmerkt. Hoewel er geen reden is om aan te nemen dat die bij Dromaeosaurus ontbrak, is de klauw op zich op het voetfragment niet aanwezig. De vorm van de teenkootjes van de tweede teen wijst er echter in ieder geval op dat de klauw kon worden opgetrokken. De elementen van de voet zijn relatief robuust.

## Fylogenie

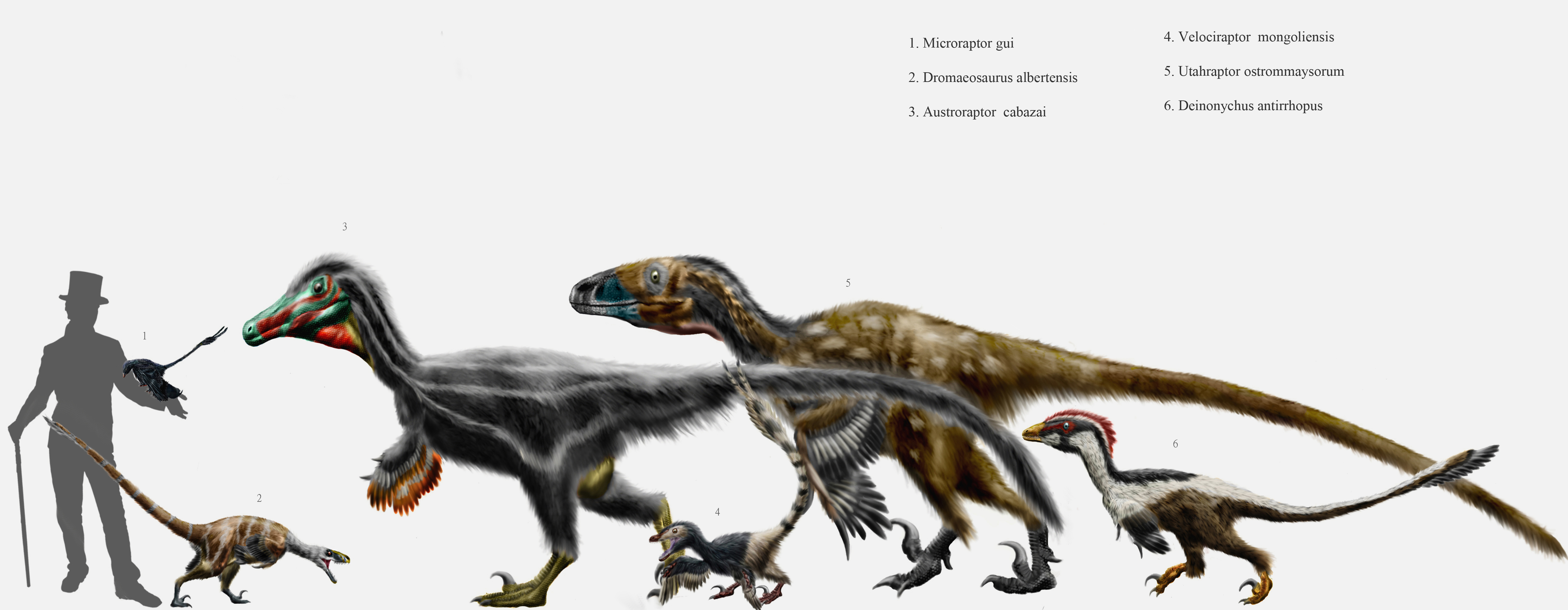
Dromaeosaurus, geheel links, in grootte vergeleken met andere Dromaeosauridae

Bij de beschrijving uit 1922 werd Dromaeosaurus door Matthew ingedeeld bij de Deinodontidae in een eigen Dromaeosaurinae. Deze indeling van een kleine soort bij een familie die verder uit reusachtige vormen bestond die wij tegenwoordig de Tyrannosauridae noemen, werd door veel onderzoekers echter niet aanvaard. Zo kwam het tot andere plaatsingen: Friedrich von Huene besloot in 1932 tot de Compsognathidae en Ernst Romer in 1956 tot de Coeluridae. Franz Nopcsa was in 1928 nog voorzichtiger en plaatste de soort in het verzamelbegrip Megalosauridae.
In 1969 gaven Colbert en Russell Dromaeosaurus een eigen familie: de Dromaeosauridae. Nu die laatste groep is gedefinieerd als klade, is Dromaeosaurus daar per definitie lid van, vermoedelijk binnen de ruimere Deinonychosauria. Dromaeosaurinae is echter een nuttig begrip gebleven voor die soorten die het nauwst aan Dromaeosaurus verwant zijn. Matthew is ook op een ander punt achteraf in het gelijk gesteld: Dromaeosaurus is weliswaar geen tyrannosauride maar toch nauwer aan Tyrannosaurus gerelateerd dan aan Compsognathus of Coelurus. 
In 1969 werd voor de eerste keer begrepen dat Dromaeosaurus, Velociraptor en Deinonychus een heel eigen groep vormen met eigenschappen die nogal afwijken van andere theropoden. Later zou nog een dozijn dromaeosauriden ontdekt worden en wegens hun eigenaardige bouw en nauwe verwantschap met de vogels staan die erg in de belangstelling. Daardoor wordt er in populair-wetenschappelijke boeken vaak veel aandacht aan het typegenus Dromaeosaurus zelf geschonken. Dat verhult enigszins hoe weinig er eigenlijk van deze vorm bekend is, wat ook het motief was voor Colbert & Russell om bij de ruimere groep van een Deinonychosauria en niet van een Dromaeosauria te spreken. Dat gebrek aan informatie leidt er ook toe dat de positie van Dromaeosaurus in de stamboom niet met grote zekerheid kan worden vastgesteld. Adasaurus en Utahraptor vallen in analyses vaak uit als de meest directe verwanten, maar niet altijd.
Een mogelijk kladogram is het volgende:
|         | Shanag                                                  |
|         |                                                         |
|         | Buitreraptor                                            |
|         |                                                         |
| unnamed | \| \| Rahonavis \| \| \| \| \| \| Unenlagia \| \| \| \| |
|         | \| \| Rahonavis \| \| \| \| \| \| Unenlagia \| \| \| \| |
|         | Rahonavis                                               |
|         |                                                         |
|         | Unenlagia                                               |
|         |                                                         |

|  | Rahonavis |
|  |           |
|  | Unenlagia |
|  |           |

|  | Microraptor   |
|  |               |
|  | Graciliraptor |
|  |               |

|         | Shanag                                                  |
|         |                                                         |
|         | Buitreraptor                                            |
|         |                                                         |
| unnamed | \| \| Rahonavis \| \| \| \| \| \| Unenlagia \| \| \| \| |
|         | \| \| Rahonavis \| \| \| \| \| \| Unenlagia \| \| \| \| |
|         | Rahonavis                                               |
|         |                                                         |
|         | Unenlagia                                               |
|         |                                                         |

|  | Rahonavis |
|  |           |
|  | Unenlagia |
|  |           |

|  | Microraptor   |
|  |               |
|  | Graciliraptor |
|  |               |

|         | Saurornitholestes                                            |
|         |                                                              |
| unnamed | \| \| Deinonychus \| \| \| \| \| \| Velociraptor \| \| \| \| |
|         | \| \| Deinonychus \| \| \| \| \| \| Velociraptor \| \| \| \| |
|         | Deinonychus                                                  |
|         |                                                              |
|         | Velociraptor                                                 |
|         |                                                              |

|  | Deinonychus  |
|  |              |
|  | Velociraptor |
|  |              |

|         | Saurornitholestes                                            |
|         |                                                              |
| unnamed | \| \| Deinonychus \| \| \| \| \| \| Velociraptor \| \| \| \| |
|         | \| \| Deinonychus \| \| \| \| \| \| Velociraptor \| \| \| \| |
|         | Deinonychus                                                  |
|         |                                                              |
|         | Velociraptor                                                 |
|         |                                                              |

|  | Deinonychus  |
|  |              |
|  | Velociraptor |
|  |              |

|         | Adasaurus                                                   |
|         |                                                             |
|         | Dromaeosaurus                                               |
|         |                                                             |
| unnamed | \| \| Achillobator \| \| \| \| \| \| Utahraptor \| \| \| \| |
|         | \| \| Achillobator \| \| \| \| \| \| Utahraptor \| \| \| \| |
|         | Achillobator                                                |
|         |                                                             |
|         | Utahraptor                                                  |
|         |                                                             |

|  | Achillobator |
|  |              |
|  | Utahraptor   |
|  |              |

|         | Saurornitholestes                                            |
|         |                                                              |
| unnamed | \| \| Deinonychus \| \| \| \| \| \| Velociraptor \| \| \| \| |
|         | \| \| Deinonychus \| \| \| \| \| \| Velociraptor \| \| \| \| |
|         | Deinonychus                                                  |
|         |                                                              |
|         | Velociraptor                                                 |
|         |                                                              |

|  | Deinonychus  |
|  |              |
|  | Velociraptor |
|  |              |

|         | Saurornitholestes                                            |
|         |                                                              |
| unnamed | \| \| Deinonychus \| \| \| \| \| \| Velociraptor \| \| \| \| |
|         | \| \| Deinonychus \| \| \| \| \| \| Velociraptor \| \| \| \| |
|         | Deinonychus                                                  |
|         |                                                              |
|         | Velociraptor                                                 |
|         |                                                              |

|  | Deinonychus  |
|  |              |
|  | Velociraptor |
|  |              |

|         | Adasaurus                                                   |
|         |                                                             |
|         | Dromaeosaurus                                               |
|         |                                                             |
| unnamed | \| \| Achillobator \| \| \| \| \| \| Utahraptor \| \| \| \| |
|         | \| \| Achillobator \| \| \| \| \| \| Utahraptor \| \| \| \| |
|         | Achillobator                                                |
|         |                                                             |
|         | Utahraptor                                                  |
|         |                                                             |

|  | Achillobator |
|  |              |
|  | Utahraptor   |
|  |              |

|         | Shanag                                                  |
|         |                                                         |
|         | Buitreraptor                                            |
|         |                                                         |
| unnamed | \| \| Rahonavis \| \| \| \| \| \| Unenlagia \| \| \| \| |
|         | \| \| Rahonavis \| \| \| \| \| \| Unenlagia \| \| \| \| |
|         | Rahonavis                                               |
|         |                                                         |
|         | Unenlagia                                               |
|         |                                                         |

|  | Rahonavis |
|  |           |
|  | Unenlagia |
|  |           |

|  | Microraptor   |
|  |               |
|  | Graciliraptor |
|  |               |

|         | Shanag                                                  |
|         |                                                         |
|         | Buitreraptor                                            |
|         |                                                         |
| unnamed | \| \| Rahonavis \| \| \| \| \| \| Unenlagia \| \| \| \| |
|         | \| \| Rahonavis \| \| \| \| \| \| Unenlagia \| \| \| \| |
|         | Rahonavis                                               |
|         |                                                         |
|         | Unenlagia                                               |
|         |                                                         |

|  | Rahonavis |
|  |           |
|  | Unenlagia |
|  |           |

|  | Microraptor   |
|  |               |
|  | Graciliraptor |
|  |               |

|         | Saurornitholestes                                            |
|         |                                                              |
| unnamed | \| \| Deinonychus \| \| \| \| \| \| Velociraptor \| \| \| \| |
|         | \| \| Deinonychus \| \| \| \| \| \| Velociraptor \| \| \| \| |
|         | Deinonychus                                                  |
|         |                                                              |
|         | Velociraptor                                                 |
|         |                                                              |

|  | Deinonychus  |
|  |              |
|  | Velociraptor |
|  |              |

|         | Saurornitholestes                                            |
|         |                                                              |
| unnamed | \| \| Deinonychus \| \| \| \| \| \| Velociraptor \| \| \| \| |
|         | \| \| Deinonychus \| \| \| \| \| \| Velociraptor \| \| \| \| |
|         | Deinonychus                                                  |
|         |                                                              |
|         | Velociraptor                                                 |
|         |                                                              |

|  | Deinonychus  |
|  |              |
|  | Velociraptor |
|  |              |

|         | Adasaurus                                                   |
|         |                                                             |
|         | Dromaeosaurus                                               |
|         |                                                             |
| unnamed | \| \| Achillobator \| \| \| \| \| \| Utahraptor \| \| \| \| |
|         | \| \| Achillobator \| \| \| \| \| \| Utahraptor \| \| \| \| |
|         | Achillobator                                                |
|         |                                                             |
|         | Utahraptor                                                  |
|         |                                                             |

|  | Achillobator |
|  |              |
|  | Utahraptor   |
|  |              |

|         | Saurornitholestes                                            |
|         |                                                              |
| unnamed | \| \| Deinonychus \| \| \| \| \| \| Velociraptor \| \| \| \| |
|         | \| \| Deinonychus \| \| \| \| \| \| Velociraptor \| \| \| \| |
|         | Deinonychus                                                  |
|         |                                                              |
|         | Velociraptor                                                 |
|         |                                                              |

|  | Deinonychus  |
|  |              |
|  | Velociraptor |
|  |              |

|         | Saurornitholestes                                            |
|         |                                                              |
| unnamed | \| \| Deinonychus \| \| \| \| \| \| Velociraptor \| \| \| \| |
|         | \| \| Deinonychus \| \| \| \| \| \| Velociraptor \| \| \| \| |
|         | Deinonychus                                                  |
|         |                                                              |
|         | Velociraptor                                                 |
|         |                                                              |

|  | Deinonychus  |
|  |              |
|  | Velociraptor |
|  |              |

|         | Adasaurus                                                   |
|         |                                                             |
|         | Dromaeosaurus                                               |
|         |                                                             |
| unnamed | \| \| Achillobator \| \| \| \| \| \| Utahraptor \| \| \| \| |
|         | \| \| Achillobator \| \| \| \| \| \| Utahraptor \| \| \| \| |
|         | Achillobator                                                |
|         |                                                             |
|         | Utahraptor                                                  |
|         |                                                             |

|  | Achillobator |
|  |              |
|  | Utahraptor   |
|  |              |

## Levenswijze
Dromaeosaurus leefde in een vrij dicht bebost gebied doortrokken van riviertjes en moerassen met een gematigd warm klimaat en een duidelijk droog seizoen en koele winter. Verwanten die zijn habitat deelden, waren de kleinere Saurornitholestes en Bambiraptor. Gezien zijn zwaardere bouw, grotere bijtkracht en langere tanden is wel aangenomen dat Dromaeosaurus de niche van jager op grotere prooien vervulde, terwijl Saurornitholestes en Bambiraptor zich specialiseerden in het jagen op kleine dieren. Gezien de zeldzaamheid van zijn fossielen was Dromaeosaurus kennelijk geen belangrijk deel van de fauna. Het kan ook zijn dat Dromaeosaurus een meer solitaire levenswijze had en daarom krachtiger bewapend moest zijn; Saurornitholestes zou dan juist in groepen geleefd hebben. Therrien suggereerde dat Dromaeosaurus net als Adasaurus een vrij kleine sikkelklauw had en sterkere kaken ontwikkelde in een specialisatie om de prooi met de kop te doden.